# Rat Anheim (Filmreihe)
Rat Anheim war eine Krimi-Serie aus den Jahren 1916 bis 1919. Die Rolle des Rat Anheim spielten Albert Paul, Reinhold Schünzel, Wolfgang Neff, Mogens Enger und Carl Auen. Regie führte zumeist William Kahn, aber in mindestens einem Film auch Rudolf del Zopp. Die Tabelle ist nach der Jahreszahl sortiert, dann nach den Zensurnummern.

## Filme
| Jahr | Seriennummer | Nr. der Zensurkarte Polizei Berlin | Titel Alternativtitel                     | Regisseur       | Darsteller                     |
| ---- | ------------ | ---------------------------------- | ----------------------------------------- | --------------- | ------------------------------ |
| 1916 | I            | 39019                              | Der Fall Klerk                            | William Kahn    | Albert Paul                    |
| 1916 | II           | 39394                              | Der Fall Grehn                            | William Kahn    | Reinhold Schünzel              |
| 1916 | III          | 39712                              | Der Fall Hoop Das goldene Match           | William Kahn    | Wolfgang Neff                  |
| 1917 | IV           | 40160                              | Der Fall Routt...!                        | William Kahn    | Mogens Enger                   |
| 1917 | V            | 40508                              | Der Fall Dombronowska Der Fall Clemenceau | William Kahn    | Carl Auen                      |
| 1917 | VI           | 40822                              | Unsichtbare Hände Der Fall Melville       | William Kahn    | Carl Auen                      |
| 1917 | VII          | 41214                              | Die getupfte Krawatte Der Fall Clifford   | William Kahn    | Carl Auen                      |
| 1918 | VIII         | 41538                              | Schatten der Nacht Der Fall Duif          | William Kahn    | Carl Auen                      |
| 1918 | IX           | 41838                              | Der tote Gast Der Fall Rödern             | William Kahn    | Carl Auen                      |
| 1918 | X            | 41964                              | Der lachende Tod                          | William Kahn    | Carl Auen                      |
| 1918 | XI/XII       | 42482                              | Der grüne Vampyr Der Fall Usher           | William Kahn    | Carl Auen oder Heinrich Peer   |
| 1919 | VI           | 321                                | Nur ein Zahnstocher                       | Rudolf del Zopp | Heinrich Peer                  |
| 1919 | unbekannt    | unbekannt                          | Das wandernde Auge                        | Rudolf del Zopp | Heinrich Peer (wahrscheinlich) |

## Weitere mögliche Filme der Reihe
Die Produktionsfirma „Rahame-Film Benjamin Mendel“ stellte in den Jahren 1914 (?) bis 1916 folgende Filme her:

### Filme der Produktionsfirma Rahame
| Jahr | Rahame-Film-Nummer | Nr. der Zensurkarte Polizei Berlin | Titel Alternativtitel           | Regisseur       |
| ---- | ------------------ | ---------------------------------- | ------------------------------- | --------------- |
| 1914 | 2                  | 35315, 35316, 35317, 40868         | Ein Edelmarder Der Fall Morgan  | unbekannt       |
| 1915 | 3                  | 15.39                              | Entführt                        | unbekannt       |
| 1915 | 3                  | 15.20                              | Das Geheimnis der alten Mühle   | unbekannt       |
| 1915 | 4                  | 15.35                              | Der Spuk im Hause Katerow       | unbekannt       |
| 1915 | 5                  | 15.47                              | Die Beichte einer Verurteilten  | Rudolf del Zopp |
| 1916 | unbekannt          | 39019                              | Der Fall Klerk                  | William Kahn    |
| 1916 | unbekannt          | 39712                              | Der Fall Hoop Das goldene Match | William Kahn    |

Anhand des Titels „Ein Edelmarder“ (Alternativtitel „Der Fall Morgan“) lässt sich klar ableiten, dass mindestens dieser Film zur Serie gehört, auch wenn die Namen der Mitwirkenden unbekannt sind. Das Produktionsjahr kann ebenfalls nicht stimmen, denn laut Quelle sind die Nummern der Zensurkarte nicht nur die 35315, 35316, 35317, 40868, sondern der Film wurde auch am 31. März 1916 von der Polizei Düsseldorf verboten (Nr. 159). Zudem erfolgte eine Umstellung der Zensurkartennummern der Polizei Berlin von vier Ziffern mit einem Punkt dazwischen auf eine fünfstellige Ziffernfolge erst zwischen 1915 und 1916, wie aus der darüberliegenden Tabelle klar erkennbar ist.